# Souheila Yacoub
Pour les articles homonymes, voir Yacoub.
Souheila Yacoub, née le 29 juin 1992 à Genève, est une actrice suisse.

## Biographie
Souheila Yacoub naît en Suisse, où son père, Mounir, tunisien, et sa mère, Viviane, belge flamande, se sont rencontrés.
À l'âge de 4 ans, elle commence à suivre des cours de gymnastique avec Inès, sa sœur ainée. Elle fait partie, pendant plus de six ans, de l'équipe nationale suisse de gymnastique rythmique en tant que sportive d'élite à l'Office fédéral du sport de Macolin. Elle enchaîne les championnats d’Europe et subit un entraînement intensif sous la direction de coachs bulgares, afin de participer avec l’équipe suisse aux Jeux olympiques d'été de 2012 à Londres. Elle n’est finalement pas sélectionnée,.
Le 15 décembre 2012, elle est élue 24e Miss Suisse romande à Genève.
Elle étudie ensuite au cours Florent grâce à une bourse suisse puis intègre le Conservatoire national supérieur d'art dramatique de l'université Paris sciences et lettres,.
Elle parle le français, le néerlandais, l'allemand, l'anglais.

### Carrière
Sa carrière au cinéma commence en 2018 avec le film de Léa Frédeval, Les Affamés, et le sulfureux Climax de Gaspar Noé, où elle interprète un personnage victime de ses collègues drogués. Elle joue aussi au théâtre, à Paris, notamment sous la direction de Wajdi Mouawad dans Tous des oiseaux.
Début 2019, elle tourne dans Les Sauvages, une mini série réalisée par Rebecca Zlotowski pour Canal+, puis dans Le Sel des larmes de Philippe Garrel, et dans No Man's Land, une série internationale d'Arte diffusée en novembre 2020, face à Félix Moati et Mélanie Thierry.
En 2022, elle joue dans le film En corps, de Cédric Klapisch, et, en 2024, elle est Shishakli dans Dune, deuxième partie de Denis Villeneuve. 
En 2024, elle tourne dans Planète B d'Aude Léa Rapin et Les Femmes au balcon de Noémie Merlant.

### Vie privée
Depuis 2019, elle est en couple avec le rappeur et chanteur français Lomepal.

## Filmographie

### Cinéma
- 2018 : Climax de Gaspar Noé : Lou
- 2018 : Les Affamés de Léa Frédeval : Eva
- 2020 : Le Sel des larmes de Philippe Garrel : Betsy
- 2020 : De bas étage de Yassine Qnia : Sarah
- 2021 : Entre les vagues d'Anaïs Volpé : Margot
- 2022 : En corps de Cédric Klapisch : Sabrina
- 2023 : Avant l'effondrement d'Alice Zeniter et Benoît Volnais : Pablo
- 2023 : Making of de Cédric Kahn : Nadia / Oudia
- 2024 : Dune, deuxième partie de Denis Villeneuve : Shishakli
- 2024 : Planète B d'Aude Léa Rapin : Nour
- 2024 : Les Femmes au balcon de Noémie Merlant : Ruby
- 2026 : Evil Dead Burn de Sébastien Vaniček

### Télévision

#### Séries télévisées
- 2016 : Plus belle la vie : Aïcha
- 2019 : Les Sauvages (mini-série) de Rebecca Zlotowski : Jasmine Chaouch
- 2020-2025 : No Man's Land (série télévisée, saisons 1 et 2) : Sarya
- 2021 : H24 : la salariée

### Clips
- 2016 : Go On  de Wild
- 2019 : Trop Beau de Lomepal
- 2019 : La Vérité de Lomepal featuring Orelsan
- 2022 : Tee de Lomepal

## Théâtre
- 2017-2019 : Tous des oiseaux, écrit et mis en scène par Wajdi Mouawad, Théâtre national de la Colline et tournée : Wahida

## Distinctions

### Nominations
- César 2025 : Meilleure révélation féminine pour Planète B